# Blixa Bargeld
Blixa Bargeld (rođen kao Christian Emmerich, 12.1.1959.) je njemački glazbenik i glavni vokalist grupe Einstürzende Neubauten od osnutka 1980. Bargeld je također jedan od osnivača australskog rock benda Nick Cave & the Bad Seeds, čiji je član bio od 1983. do 2003. 

### Rani život
Blixa je napustio školu prije završetka te je samouk. Kao tinejdžer je eksperimentirao sa zvučnom opremom, uključujući rastavljanje kasetofona. Prvi album koji je posjedovao bio je album Pink Floyda, ali ubrzo se prebacio na njemačke krautrock izvođače poput Kraftwerka, Neu! i Cana, koje je opisao kao svoje najveće utjecaje u to vrijeme. 
Bargeld je iz Tempelhof područja u Zapadnom Berlinu i odselio se iz kuće svojih roditelja u kasnim 1970.-ima. U dokumentarnom filmu iz 2008. možemo ga vidjeti kako posjećuje svoju majku te s njom priča o svome djetinjstvu i odnosu s roditeljima.

### Instrumenti
Bargeldove odabrane gitare su Jaguar i Fender Mustang, kao što vidimo na DVD-u koncerta God Is In The House te različitim medijskim pojavljivanjima. U početku je koristio izubijani Höfner Model 173 i crvenu Höfner Colorama II dok se nisu "pokvarile." Nakon što su mu ukrali efekt pedale u ranim 1980.-ima, oslanjao se samo na Fender plutajući/dinamični tremolo (kao Höfner jedinice), od kojih obje povisuju i snižavaju ton, zajedno s Fender Twin pojačalima, i metalne slajdove, mijenjajući postavke pojačala između svake pjesme radi postizanja originalnog zvuka gitare.

### Privatni život
Bargeld je u braku s kinesko-američkom matematičarkom Erin Zhu, kćeri poduzetnika Mina Zhua. Par ima kćer imenom Anna. Zajedno su razvili koncept web-baziranih fanovskih pretplata kao novi poslovni model za glazbenike.  Par je uključen među 37 drugih dizajnerskih i medijskih figura u knjizi Designing Media iz 2010., koju je napisao dizajner i su-osnivač IDEO-a, Bill Moggridge. Par ima rezidencije u San Franciscu, Pekingu i Berlinu.
Bargeld je bio vegetarijanac 30 godina, ali je odustao zbog poteškoća s kojima se susreo pri prakriciranju vegetarijanstva u Kini. Bio je pušač dugi niz godina, ali je prestao u ranim 2000.-ima. 
Blixa je na svojoj službenoj stranici pomoću koje komunicira s fanovima rekao da se ne identificira niti s jednim rodom te prihvaća da se na njega referira bilo kojim zamjenicama.

### Solo diskografija
- 1995: Commissioned Music (glazba prijavljena i predana za razne predstave – uključujući verziju "Somewhere Over the Rainbow")
- 1996: Die Sonne (s Gudrun Gut i Members of the Ocean Club, album i single)
- 2000: Recycled (soundtrack kompozirala Blixa Bargeld, aranžirao i režirao Tim Isfort i izveo njegov orkestar)
- 2001: Elementarteilchen (audiodrama bazirana na romanu Les Particules élémentaires Michela Houellebeca)
- 2006: "Blixa Bargeld liest Bertolt Brecht Erotische Gedichte" (recitacija na njemačkom erotskih pjesama Bertolta Brechta)
- 2010: Ret Marut Handshake (EP) (kolaboracija s Alvom Noto pod nadimkom ANBB; na etiketi Raster-Noton)
- 2010: Mimikry (s Alvom Noto kao ANBB, na etiketi Raster-Noton – album također sadrži doprinose Verushke)
- 2013: "Grand Hotel Tbilisi" (pjesma s kompliacije Songs of Decadence: A Soundtrack to the Writings of Stanisław Przybyszewski)